# 印家住宅
31°25′55″N 121°12′48″E / 31.43196°N 121.21326°E
印家住宅，又称印家花园、印氏住宅，位于现中华人民共和国上海市嘉定区娄塘镇南新路282号。2014年4月4日，此住宅被定为第八批上海市文物保护单位。

## 沿革
印家住宅为出版家印有模故居，约建于清朝末期，原建筑保存完整。上海战役结束后，此地无人居住，改为娄塘党政机关办公住址。1984年，党政机关迁入新修的办公大楼。2000年11月，公布为嘉定区文物保护单位。
2008年，由嘉定区人民政府出资对主体建筑进行修缮。建筑坐东南朝西北，三进院落。砖木结构，建筑的外观基本上沿袭江南传统庭院形式。面宽三间，以正中为中轴线，两侧对称、山墙为观音兜，屋顶为硬山式，以小青瓦铺顶。正门临街，三开间二层，内侧设有回廊，入内后为仪门厅。主厅与仪门相对，是二层砖木结构。前部使用抬梁式人字梁，后面用冲天柱支承廊轩。花园部分占面积三分之一，有三层观景台，名为近江台。建筑背临河，并建有埠头。2014年公布为上海市文物保护单位。
2023年4月，我嘉书房入住印氏住宅。